# Автономна земля Словаччина
48°42′00″ пн. ш. 19°22′00″ сх. д. / 48.7° пн. ш. 19.366666666667° сх. д.
Автономна земля Словаччина була автономною республікою у складі Другої Чехословацької Республіки, яка недовго проіснувала з 23 листопада 1938 року до 14 березня 1939 року, коли проголосила свою незалежність від Чехословаччини через посилення німецького тиску. Її очолював Йозеф Тисо.

## Історія
Глінкова словацька народна партія скористалася складною міжнародною ситуацією, в якій опинилася Чехословаччина восени 1938 року, для ескалації своїх автономістських вимог. Менш ніж через тиждень після Мюнхенської угоди (29 або 30 вересня) виконавчий комітет СНП зібрався в Жиліні разом із запрошеними представниками політичних партій, що діяли в Словаччині. На засіданні було прийнято декларацію (так звану Жилінська угода), якою учасники підтримали проєкт конституційного закону про словацьку автономію від червня 1938 року, який депутати СНП подали на розгляд Національних зборів 17 серпня 1938 року. Тоді ж було прийнято Маніфест словацької нації, який виходив за рамки конституційного закону про автономію, але який, як припускали члени інших партій, не буде опублікований відповідно до обіцянки Народної партії. Однак 7 жовтня друкований орган ГС «Словак» не опублікував текст декларації, а лише оголосив про прийняття угоди про автономний статус Словаччини у складі Чехословаччини, але не опублікував повний текст маніфесту.
7 жовтня празький уряд призначив перший уряд автономної словацької держави. Його очолив Йозеф Тісо.
Вже 9 жовтня словацький уряд був змушений брати участь у переговорах, що призвели до Віденського арбітражу, в результаті якого територія словацької держави була зменшена на південну прикордонну ділянку. Крім того, 10 жовтня німці окупували Петржалку.
22 листопада 1938 року (після схвалення парламентом у Празі) набув чинності Конституційний акт про автономію словацьких земель, який визначив нові, досить широкі повноваження словацької влади у складі Чехословаччини. Серед іншого, був створений і обраний словацький парламент, перша сесія якого відбулася 18 січня 1939 року.
9 березня 1939 року президент Чехословаччини несподівано відправив у відставку уряд Словацької Республіки і призначив свою людину. Водночас уряд у Празі оголосив воєнний стан у Словаччині і наказав вивезти до Чехії 250 провідних словацьких урядовців (включно з депутатами). 11 березня 1939 року президент Чехословаччини призначив новий уряд на чолі з Каролем Сидором за пропозицією президії словацького парламенту.
14 березня 1939 року на території словацьких земель було проголошено Першу Словацьку Республіку (див. Становлення Словацької держави). Однак крайовий устрій проіснував до 31 грудня 1939 року, після чого був замінений на повітовий.